# Declana callista
Declana callista là một loài bướm đêm trong họ Geometridae.